# Санкт-Петербургская панорама (журнал)
«Санкт-Петербургская панорама» — ежемесячный иллюстрированный городской журнал (цв.). Издавался в Санкт-Петербурге с 1991 по 1999 год (номера, с сентября 1993 по ноябрь 1996 не выпускались). С 1982 по 1991 назывался: «Ленинградская панорама» (ежемесячный иллюстрированный журнал). Издатель: Ленинградский городской и областной Совет народных депутатов. До 1982 журнал выходил под названием: «Строительство и архитектура Ленинграда». В выходных данных "С.-Петербургской панорамы" указано — издается с июля 1936 г.
Преобладающие публикации: история Санкт-Петербурга, его отдельных районов и пригородов, рассказы о значительных архитектурных объектах, улицах и площадях города (охрана памятников истории и культуры), биографические заметки о выдающихся жителях СПб, раздел культуры и искусства, исторические городские события. Тираж журнала печатался в ГПП им. Ивана Федорова. Цена экз. по подписке — 15 р. (на 1993).
Последний выпуск — С.-Петербургская панорама, №3 1999.